# Markus Pettersson
Markus Pettersson, född 26 oktober 1976, är före detta sportchef för Uppsala Basket (2002-2004) och Svenska Basketligan (2005-2006), samt klubbchef för Högsbo Basket/Gothia Basket (2007-2009). Han inledde sin karriär som frilansreporter och har arbetat även bland annat för Plannja Basket och Svenska Basketbollförbundet.